# New World (videojuego)
New World es un videojuego de rol multijugador masivo en línea desarrollado por Amazon Game Studios, con fecha de lanzamiento prevista para el 28 de septiembre. Su estreno fue anteriormente anunciado para agosto de 2020, tras haber sido a su vez retrasado desde la fecha inicial de mayo de 2020. Ambientado a mediados del siglo XVII, los jugadores tendrán la tarea de colonizar tierras modeladas a imagen y semejanza de la América Británica oriental. Los jugadores pueden hacerse con recursos, fabricar utensilios y luchar contra otros jugadores. El juego usará un modelo de pago B2P (Buy-To-Play), es decir, no habrá suscripción mensual obligatoria.
Amazon Games desarrolla constantemente New World. Por ello, se han anunciado varias actualizaciones de artefactos y algunos eventos emocionantes para 2024.